# Cis z Fortingall
Cis z Fortingall (ang. Fortingall Yew) − okaz starego cisu pospolitego, rosnący na cmentarzu we wsi Fortingall w Szkocji, w pobliżu geograficznego centrum Szkocji. Dokładne ocenienie wieku tego drzewa jest bardzo trudne z powodu spróchnienia jego wnętrza, ale szacuje się go na 2000-5000 lat. Ostatnie badania wykazały jednak, że wiek drzewa jest bliższy 2000 lat. Uważane jest za jedno z najstarszych drzew w Europie i najstarsze w Wielkiej Brytanii.

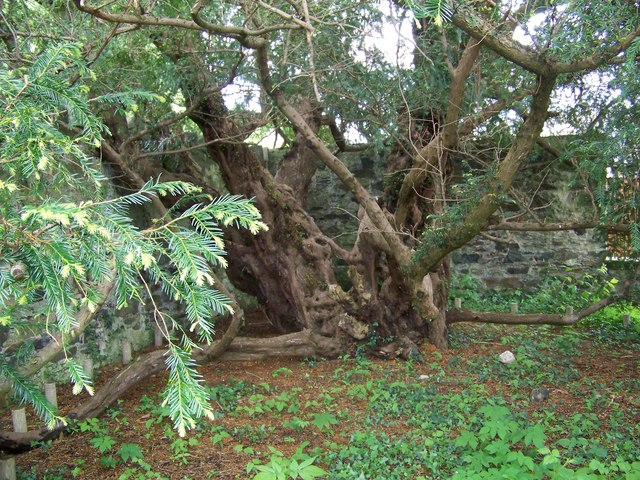

Cis z Fortingall po raz pierwszy został zbadany w 1769 roku. Mierzył wtedy 16 m obwodu. W 1833 roku stwierdzono, że znaczna część drzewa została usunięta. Obecnie drzewo otacza chroniący je mur wzniesiony w 1785 roku. Do początków XXI wieku uważany za osobnika męskiego, ale w 2015 roku zauważono na jednej z gałęzi owoce właściwe dla osobników żeńskich.